# Wilhelm Gustav Franz Herter
Wilhelm (Guillermo) Gustav Franz Herter (ur. 10 stycznia 1884 w Berlinie, zm. 17 kwietnia 1958 w Hamburgu) – niemiecki botanik i mykolog.

## Życiorys
Studiował medycynę we Fryburgu-en-Brisgau, Berlinie, Paryżu i Montpellier. W 1908 r. obronił doktorat w Berlinie na podstawie rozprawy o rodzaju widłak (Lycopodium). Najpierw pracował w Instytucie Cesarza Wilhelma w Brombergu, następnie został asystentem w Muzeum Botanicznym w Dahlem (1908-1908). Potem rozpoczął serię przelotów tam i z powrotem przez Atlantyk do Urugwaju, obejmując różne stanowiska. W ten sposób pracował w Ministerstwie Rolnictwa w Montevideo (1909-1910), na Uniwersytecie Agronomicznym w Berlinie (1911-1912) i na Uniwersytecie Agronomicznym w Porto Alegre jako profesor (1912-1913). Potem został mianowany kierownikiem laboratorium przetwórstwa zbóż w Berlińskiej Wyższej Szkole Rolniczej, w której przebywał do czasu I wojny światowej. W 1925 r. uzyskał obywatelstwo Urugwaju. Pełnił różne funkcje u niektórych swoich byłych pracodawców w Montevideo, takich jak uniwersytet oraz w ministerstwach edukacji i zdrowia publicznego, a także zajmował się pracą w ogrodach botanicznych i muzeum w Montevideo. Oprócz nauczania botaniki wykładał studentom starożytność grecką i propagował naukę mykologii. W 1939 r. powrócił do Niemiec. Podczas drugiej wojny światowej Herter był dyrektorem nazistowsko-niemieckiej serii wydawniczej „Veröffentlichungen der Staatlichen Botanischen Anstalten des Generalgouvernements”. Jego reputację zepsuł trzyletni okres spędzony w okupowanej Polsce. W 1940 r. został dyrektorem Instytutu Botaniki Uniwersytetu Jagiellońskiego. Miał naiwną nadzieję, że Polacy zaakceptują go jako jednego ze swoich, gdyż jednym z jego przodków był znany polski malarz Daniel Chodowiecki. Tak się nie stało i był postrzegany jako emisariusz faszystowskich okupantów.
W 1944 roku, gdy Niemcy zostali z Polski wypędzeni, Herter uciekł z Krakowa i zamieszkał w Greifswaldzie, potem przeniósł się do miejscowości Stara Boleslav koło Pragi, gdzie został mianowany szefem Instytutu Hodowli Rzeszy i profesorem na wydziale nauk przyrodniczych Niemieckiego Uniwersytetu w Pradze. W 1946 r. udało mu się przedostać do Urugwaju. Sytuacja polityczna jednak zmieniła się i został tu powitany niechętnie. Aby się utrzymać musiał sprzedawać swoje kolekcje biologiczne. W wieku 65 lat rząd Urugwaju przyznał mu jednak emeryturę i mianował go konsulem honorowym w Bernie w Szwajcarii. Od 1951 do 1954 r. mieszkał w Bazylei kontynuując pisanie artykułów o grzybach Urugwaju. W 1954 r. przeniósł się do Hamburga.

## Praca naukowa
Znany jest ze swojej pracy w dziedzinie systematyki i taksonomii, przypisuje się mu identyfikację ponad 200 nowych gatunków roślin i grzybów. Był czołowym ekspertem w zakresie rzędu widłakowców (Lycopodiales). Zebrał pokaźną kolekcję okazów biologicznych i wraz z Corneliusem Ostenem jest autorem dzieła Flora Urugwaju. Opublikował 380 prac o różnorodnej tematyce i opisał około 1449 taksonów. Zdeponował i sprzedał muzeom około 100 000 roślin z Ameryki Południowej i Europy. Zurych posiada zbiór 2800 numerów zebranych przez Hertera w Urugwaju, w Genewie jest ich około 2500. Jego osobisty zielnik liczący około 30 000 arkuszy został zniszczony w 1943 r., kiedy zbombardowano berlińskie ogrody botaniczne i muzeum. Kolejne 50 000 kolekcji zostało przeniesionych z Montevideo do Bazylei.
W naukowych nazwach opisanych przez niego taksonów dodawane jest jego nazwisko Herter. Na jego cześć nazwano około 30 gatunków roślin i grzybów.

## Wybrane publikacje
- Beiträge zur Kenntnis der Gattung Lycopodium, 1908
- Plantae Uruguayenses, (with Cornelius Osten), 1925
- Estudios botanicos en la region Uruguaya, 1927.
- Flora ilustrada del Uruguay, 1939
- Systema Lycopodiorum, 1950[3].